# Matjaž Debelak
Matjaž Debelak (Braslovče, Yugoslavia, 27 de agosto de 1965) es un deportista yugoslavo que compitió en salto en esquí. 
Participó en los Juegos Olímpicos de Calgary 1988, obteniendo dos medallas, plata en el trampolín grande por equipo (junto con Primož Ulaga, Matjaž Zupan y Miran Tepeš) y bronce en el trampolín grande individual.

## Palmarés internacional
| Juegos Olímpicos | Juegos Olímpicos | Juegos Olímpicos  | Juegos Olímpicos |
| Año              | Lugar            | Medalla           | Prueba           |
| ---------------- | ---------------- | ----------------- | ---------------- |
| 1988             | Calgary (Canadá) | Medalla de plata  | TG por equipos   |
| 1988             | Calgary (Canadá) | Medalla de bronce | TG individual    |